# Río Aljucén
El río Aljucén es un río del oeste de la península ibérica perteneciente a la cuenca hidrográfica del Guadiana, que discurre por Extremadura (España).

## Curso
La cabecera del Aljucén está formada por arroyos que descienden de la sierra de Montánchez, en la provincia de Cáceres. El río discurre en dirección nordeste-suroeste hasta el paraje de la de dehesa de San Cristóbal, donde gira en dirección sur hasta su desembocadura en el embalse de Montijo, donde confluye con el río Guadiana, cerca de la localidad de Esparragalejo, al oeste de la ciudad de Mérida.
Aparece descrito en el segundo volumen del Diccionario geográfico-estadístico-histórico de España y sus posesiones de Ultramar de Pascual Madoz con las siguientes palabras:

ALJUCEN: r. de la prov. de Badajoz, part. jud. de Mérida: nace en el sitio denominado Javalin, térm. de Montanches en la prov. de Cáceres, lleva el nombre de arroyo-Javalin en su origen: luego toma el de Montanchuelo, que cambia por el de Valderrey, por abajo de Arroyo-Molinos, part. de Montanches, y entrando en la jurisd. del pueblo de Aljucen en el de Mérida, es conocido con el de este l.; su curso es de E. á S.: en el térm. de Montanches le entran por su der. todas las aguas que en pequeños arroyuelos van formándose en las faldas que rodean el sitio titulado la Quebrada, las que salen de las fuentes Encinilla y Jerrumbrosa: el arroyo Juncal en el sitio titulado Boca de la tabla, y el de la Jara en el rincon del Gállego, y por la izq. ademas de otra porcion de arroyos que no tienen nombre, el de Valdelayegua, en el mismo sitio del rincon: en la deh. de Arroyo Molinos recoge las del arroyo Retuerta, y continuando siempre con nuevas adquisiciones por bajo de la sierra del Moro y térm. de Aljucen y Esparragalejo, entran en Guadiana al S. del último, en el desaguadero del molino y batan que nuevamente ha construido D. Gerónimo Toresano vec. de Mérida: hasta el sitio de Boca de la tabla va por tierra llana, y se seca en el estio; desde alli adelante forma algunos barrancos, y conserva en todo tiempo algunos charcos para abrevadero: en la estacion de lluvias intercepta sus vados por alguons dias; tiene un solo puente en la jurisd. de Aljucen, de piedra y casi destruido; da movimiento cerca de Esparragalejo á dos molinos harineros, y solo cria alguna pequeña pesca de pardillas, picones, bordallos y algunas tencas.
(Madoz, 1845, pp. 14-15)

## Flora y fauna
Dos tramos del río Aljucén han sido declarados Zona Especial de Conservación (ZEC): la ZEC "Aljucén Alto", en la provincia de Cáceres, y la ZEC Aljucén Alto, en la provincia de Badajoz. El río Aljucén es un cauce emblemático por la presencia de poblaciones de jarabugo, 
si bien su población ha disminuido y la evolución de su estado de conservación es negativa.
En el tramo bajo, la presencia de la almeja de río es un muy buen indicador de la calidad de las aguas. También se encuentran barbo comizo, calamón, avetorillo, martinete y garcilla cangrejera.